# Уральский округ
Уральский округ — административно-территориальная единица Казакской АССР, существовавшая в 1928—1930 годах.
Уральский округ был образован 17 января 1928 года из части Уральской губернии. Центром округа был назначен город Уральск. Округ был разделён на 15 районов:
- Азгирский район. Центр — посёлок Азгир
- Джамбейтинский район. Центр — посёлок Джамбейта
- Джангалинский район. Центр — село Новая Казанка
- Джаныбекский район. Центр — город (с 19 марта 1928 — посёлок) Джаныбек
- Зауральский район. Центр — посёлок Богдановка
- Зелёновский район. Центр — посёлок Зелёный
- Кара-Тюбинский район. Центр — посёлок Кара-Тюбе
- Лбищенский район. Центр — посёлок Лбищенск
- Сламихинский район. Центр — посёлок Сламихин
- Тайпакский район. Центр — посёлок Базар-Чулан
- Таловский район. Центр — посёлок Таловка
- Тепловский район. Центр — посёлок Тёплое
- Урданский район. Центр — город (с 10 июля 1928 — посёлок) Урда
- Челкарский район. Центр — посёлок Чулан-Анкаты
- Чижинский район. Центр — посёлок 2-е Чижи

18 мая 1928 центр Зелёновского района был перенесён в посёлок Каменный, а сам район вскоре переименован в Каменский.
29 июня 1928 центр Челкарского района перенесён в аул Баркин, переименованный в тот же день в аул Челкар.
28 июля 1928 перенесены центры некоторых районов. Центром Зауральского района стал посёлок Покатиловка, Джангалинского — посёлок Джангала, Тайпакского — урочище Базар-Тюбе.
17 декабря 1930 года округ, как и все остальные округа Казахской АССР, был упразднён, его районы укрупнены и переданы в прямое подчинение республиканским властям.